# Summerfield (Alabama)
Summerfield, también conocido como Valley Creek, es una comunidad no incorporada en el condado de Dallas, Alabama. Summerfield tiene un distrito histórico incluido en el Registro Nacional de Lugares Históricos, el Distrito de Summerfield. La mayor parte de la comunidad se anexó a Valley Grande luego de su incorporación como ciudad en 2003. En Summerfield estuvo la sede del Instituto Centenario, una escuela gestionada por la Iglesia Metodista Episcopal del Sur, desde 1829 hasta la década de 1880.